# David Civera
David Civera Gracia (Teruel, Aragón, Spanje, 8 januari 1979) is een Spaanse zanger.
In 2001 vertegenwoordigde hij Spanje op het Eurovisiesongfestival in Kopenhagen met het lied Dile que la quiero. Na 3 slechte plaatsen moest hij de Spaanse eer redden, dat deed hij voortreffelijk, hij haalde een 6de plaats binnen en zette een beter tijdperk in, de volgende 3 jaar zou Spanje namelijk ook in de top 10 eindigen.
Na het teleurstellende resultaat van Son de Sol in 2005 werd in Spanje de nieuwe eurovisiekandidaat van 2006 met veel tamtam aangekondigd, er circuleerden 3 namen, Azucar Moreno, David Civera en Las Ketchup, het werd uiteindelijk de laatste.

## Liedjes
- Hoy como ayer
- Dile que la quiero
- La chiqui big band
- Que la detengan
- Perdóname
- El orgullo y la visa
- No bastará
- Para vivir contigo

1961: Conchita Bautista · 
1962: Víctor Balaguer · 
1963: José Guardiola · 
1964: Tim, Nelly & Tony · 
1965: Conchita Bautista · 
1966: Raphael · 
1967: Raphael · 
1968: Massiel · 
1969: Salomé · 
1970: Julio Iglesias · 
1971: Karina · 
1972: Jaime Morey · 
1973: Mocedades · 
1974: Peret · 
1975: Sergio & Estíbaliz · 
1976: Braulio · 
1977: Micky · 
1978: José Vélez · 
1979: Betty Missiego · 
1980: Trigo Limpio · 
1981: Bacchelli · 
1982: Lucía · 
1983: Remedios Amaya · 
1984: Bravo · 
1985: Paloma San Basilio · 
1986: Cadillac · 
1987: Patricia Kraus · 
1988: La Década · 
1989: Nina · 
1990: Azúcar Moreno · 
1991: Sergio Dalma · 
1992: Serafín Zubiri · 
1993: Eva Santamaría · 
1994: Alejandro Abad · 
1995: Anabel Conde · 
1996: Antonio Carbonell · 
1997: Marcos Llunas · 
1998: Mikel Herzog · 
1999: Lydia · 
2000: Serafín Zubiri · 
2001: David Civera · 
2002: Rosa · 
2003: Beth · 
2004: Ramón · 
2005: Son de Sol · 
2006: Las Ketchup · 
2007: D'Nash · 
2008: Rodolfo Chikilicuatre · 
2009: Soraya · 
2010: Daniel Diges · 
2011: Lucía Pérez · 
2012: Pastora Soler · 
2013: El Sueño de Morfeo · 
2014: Ruth Lorenzo · 
2015: Edurne · 
2016: Barei · 
2017: Manel Navarro · 
2018: Alfred & Amaia · 
2019: Miki · 
2021: Blas Cantó · 
2022: Chanel · 
2023: Blanca Paloma · 
2024: Nebulossa · 
2025: Melody
- International Standard Name Identifier: 0000 0000 4836 4023
- Library of Congress Control Number: n2008023859
- MusicBrainz: e891196a-b80f-43d7-a3fa-12566c87f98e
- Virtual International Authority File: 19150665
- WorldCat: E39PBJk8XWPtC63JHRb6TXBpT3